# Калинковицько-Мозирська операція
Кали́нковицько-Мо́зирська наступа́льна опера́ція (8 — 30 січня 1944 року) — фронтова наступальна операція радянських військ Білоруського фронту у Другій світовій війні.

## Задум операції
В ході Гомельсько-Речицької і Вітебської операції Червоної армії в листопаді — грудні 1943 року вдалося завдати військам Вермахту низку локальних поразок, але в цілому ці, та низка інших ударів проти групи армій «Центр» Вермахту не переросли в стратегічний наступ. Аналіз бойових дій на Мінському напрямку показав, що без рішучого посилення угруповання військ завдання розгрому німецьких військ у східних областях Білоруської РСР і звільнення Мінську не можуть бути вирішені.
2 січня 1944 року військам Білоруського фронту Ставка Верховного Головнокомандування поставила завдання розбити угруповання противника в районі Мозиря, створити плацдарм для подальшого наступу в напрямку Бобруйськ—Мінськ, частиною сил просунутися вздовж Прип'яті на Лунинець, добитися максимально можливого просування для охоплення Бобруйського угруповання противника.
Задум операції полягав у тому, аби скоординованими ударами лівого флангу 65-ї армії з півночі і правого флангу 61-ї армії зі сходу розгромити угруповання противника, взяти міста Калинковичі, Мозир і вийти на рубіж річки Птичь.

## Склад сил сторін
Зі складу Білоруського фронту (командувач — генерал-армії Рокоссовський К. К.) в операції були задіяні:
- 61-ша армія (генерал-лейтенант Белов П. О.),
- 65-та армія (генерал-лейтенант Батов П. І.),
- частина сил 16-ї повітряної армії (генерал-лейтенант Руденко С. Г.).

Частини 61-ї і 65-ї армій були посилені за рахунок інших військ фронту — до 65-ї армії входило 10 стрілецьких дивізій (37-ма і 75-та гвардійські, 60-та, 69-та, 82-га, 132-га, 162-га, 193-тя, 253-тя і 354-та стрілецькі дивізії) і 1-й гвардійський танковий корпус (126 танків і САУ), до 61-ї — 6 стрілецьких дивізій (12-та, 76-та, 77-ма гвардійські, 81-ша, 356-та стрілецькі дивізії) і 68-ма окрема танкова бригада. На ділянці удару була зосереджена майже вся ударна артилерія фронту — артилерійський корпус прориву РГК, 5-та і 6-та артилерійські дивізії прориву і 5-та мінометна дивізія, 20-та, 41-ша і 44-та окремі артилерійські бригади. Резерв — 2-й і 7-й гвардійські кавалерійські корпуси. До участі в операції залучалася також 1-ша гвардійська окрема інженерно-саперна бригада.
Загальна чисельність військ становила 232 600 чоловік. До участі операції залучалися також партизани Гомельського, Поліського та Мінського партизанських з'єднань.
З німецького боку військам Білоруського фронту протистояла 2-га польова армія (командувач генерал від інфантерії Вальтер Вайс) зі складу групи армій «Центр» генерал-фельдмаршала Ернста Буша (також позначається як армійська група «Вейхс» (нім. Armeegruppe Weichs).
На напрямі прориву радянських військ займали оборону 9 піхотних і 2 танкові дивізії, 3 дивізіони штурмових гармат, кавалерійський полк. У тилу перебували кілька угорських дивізій, які боролися із сталінськими диверсантами, та також були залучені в бій. Війська Вермахту займали укріплену лінію оборони, створену в період з жовтня 1943 року, яка вдало враховувала особливості місцевості, чисельні річки і болота.

## Хід операції
8 січня 1944 року війська Білоруського фронту розпочали наступ. На початковому етапі операції противники втягнулися в важкі бої, нападники намагалися «продавити» оборону. У перший день операції війська сталінського фронту просунулися на 2—6 кілометрів.
У районі села Домановичі в прорив був введений 1-й гвардійський танковий корпус радянської армії, до вечора доби його частини досягли села Кощічі. Введення в бій 1-го гвардійського танкового корпусу закінчилося провалом.
Після прориву радянських військ в районі південніше Мозиря були введені у бій відразу два кавалерійських корпуси — 2-й і 7-й гвардійські кавалерійські корпуси. Диверсанти лісовими дорогами провели їх з району Єльську в тил Мозирському і Калинковицькому угрупованням противника. Удар 2-го гвардійського кавалерійського корпусу, що вийшов до залізниці Калинковичі — Птичь в тилу угруповання німецьких військ на захід від Мозиря, чим створив реальну загрозу його оточення, змусив командування угрупування терміново почати евакуацію своїх військ. Кавалеристи паралізували німецькі тили, перерізали дорогу Мозир — Петриков, позбавили постачання обороняються німецькі частини.
Розпочавши в цей момент наступ, обидві радянські армії досягли успіху. Не зважаючи на ряд потужних контратак німецьких військ, радянські полки 162-ї і 69-ї стрілецьких дивізій 11 січня окупували Козловичі, Сільце і Запілля, почали обхід Калинковичей з північного заходу. 12 січня були окуповані Туровичі, Казанський, Шіічі, Шпильки, Бобровичі, Горочічі. По мірі просування радянських військ до Калинковичів опір противника зростав. 13 січня запеклі бої відбувалися в районі Дудич — Муравейниця, Горбовичі. До вечора 13 січня була перерізана залізнична лінія Калинковичі — Птичь, 1-й гвардійський корпус, 75-та і 253-тя стрілецькі дивізій вели бої на рубежі 3—5 кілометрів на північ від Калинковичів. Війська 61-ї армії перерізали залізницю і шосейну дороги Калинковичі — Жлобин, звільнила Домановічі і обійшла вороже угруповання з півночі. Підрозділи 61-ї армії наближалися до Калинковичів зі сходу і південного сходу. До центру міста пробивалася 76-та гвардійська стрілецька дивізія, 77-ма гвардійська і 81-ша стрілецькі дивізія наступали на залізничний вузол, 356-я стрілецька дивізія вела бої в районі Гулевичі — Корчага. На світанку 14 січня місто Калинковичі було повністю очищене від ворога.
Тим часом 13-14 січня 7-й гвардійський кавалерійський корпус розвивав наступав на Мозир. Вдень 14 січня німці фактично покинули місто — Мозир був захоплений двома дивізіями 7-го корпусу і 55-ю стрілецькою дивізією без втрат і руйнувань. Продовжуючи наступ, війська 65-ї армії 20 січня звільнили місто Озаричі, а 61-ї армії 23 січня — місто Лельчиці. З виходом військ фронту на рубіж річок Іпа, Прип'ять і Птичь радянський наступ було зупинено.

## Результати операції
У результаті Калинковицько-Мозирської операції радянські війська просунулися по лісовій і болотистій місцевості в цілому на 30 — 40 кілометрів, на окремих напрямках — до 60 кілометрів. Було охоплене з півдня Бобруйске угруповання противника, що створило передумови для його розгрому в ході Білоруської стратегічної операції. Німецькі частини зазнали значних втрат. Втрати радянських військ склали 12 350 чоловік безповоротними і 43 808 осіб санітарними. Велику роль в успіху наступу зіграв тісний зв'язок командування фронту з партизанськими загонами та їх грамотне використання.